# Irene Jarz
Aina Irene Jarz, född 1952 i Växjö, är en svensk målare och grafiker. 
Irene Jarz utbildades vid Scuola Internationale di Grafica i Venedig 1981–1983.
I hennes bilder syns kostymerade människor i 1600-talsmiljöer, inspirerat av commedia dell'arte och karnevalen i Venedig. Jarz är representerad vid bland annat Kalmar konstmuseum.

### Fotnoter
1. ↑  ”Kalmar konstmuseum”. Arkiverad från originalet den 3 december 2017. https://web.archive.org/web/20171203082718/http://konstdatabas.designarkivet.se/index.php/Detail/Object/Show/object_id/2330. Läst 2 december 2017.